# 卡尔斯巴德 (加利福尼亚州)

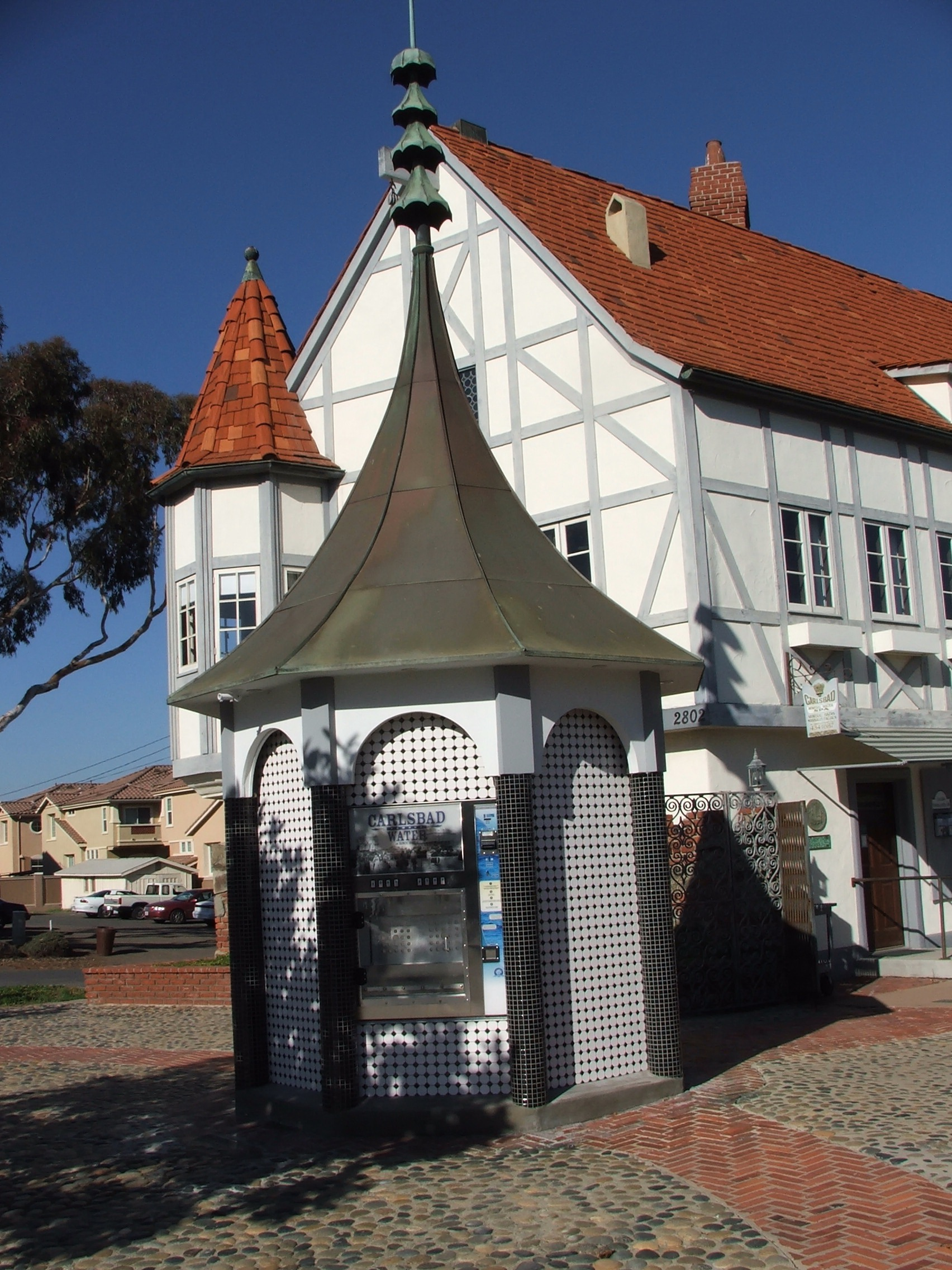

卡尔斯巴德是美国加利福尼亚州圣迭戈县的一座城市，2000年普查人口78,247。

## 知名企業
- Rockstar San Diego
- 泰勒梅
- 卡拉威高爾夫公司
- 眼鏡蛇高爾夫
- 珍妮克雷格纖體公司（英语：Jenny Craig, Inc.）

## 友好城市
- 日本富津市
- 捷克卡罗维发利